# Вельддальдер

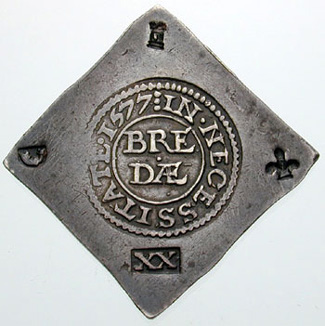
Осадные 20 стюверов Бреды 1577 года

Вельддльдер (нидерл. Velddaalder) — название голландских денег чрезвычайных обстоятельств и осадных монет. Наибольшее количество типов было выпущено во время Восьмидесятилетней войны XVI—XVII столетий за независимость Нидерландов. Зачастую вельддальдеры выпускали в виде клипп, путём клеймения обломков посуды. Осадные деньги, также называемые вельддальдерами, выпускали вплоть до конца XVIII столетия во время различных войн для обеспечения денежного обращения в осаждённых городах.